# Чурку, Александру
Александру Чурку (рум. Alexandru Ciurcu; 29 января 1854, Шеркая (Брашов) — 22 января 1922, Бухарест) — румынский изобретатель и журналист, известный своим изобретением (совместно с Жюстом Бюсиссоном) реактивного двигателя.

## Биография
Александру Чурку родился 29 января 1854 года в Шеркая, к югу от Трансильвании (ныне Румыния) на территории тогдашней Австрийской империи.
Он учился на курсах Брашовского лицея, затем на курсах Венского университета, где получил степень бакалавра права. Параллельно Чурку также занимался техническими исследованиями. В 1876 году, по окончании учёбы он поселился в Бухаресте, где работал журналистом. Здесь он познакомился с поэтом Михаем Эминеску и драматургом Ионом Лукой Караджале. Совместно с Эмилем Галли открыл газету на французском языке «L'Orient», ставшую впоследствии известной «L’Indépendance Roumaine», пропагандирующей румынские идеи среди иностранных читателей. В Войне за независимость Румынии (1877 — 1878) Чурку работал военным корреспондентом на полях сражения. Здесь он подружился с художником Николае Григореску.
Выступая за политическую и национальную эмансипацию румын родной Трансильвании, Чурку вступил в конфликт с властями, отчего ему пришлось покинуть румынские земли и обосноваться в Париже.
В Париже Чурку встречает своего друга Жюста Бюсиссона (1843—1886), работавшего в Бухаресте во французском информационном агентстве «Havas». Оба испытывали живейший интерес к техническим изобретениям и изучали двигательные установки дирижаблей и ракетных двигателей. В 1886 году на реке Сене они испытали первую в мире лодку с реактивным двигателем, предполагая в дальнейшем установку такого на самолёты. 16 декабря 1886 года Жюст Бюсиссон погиб в результате неудачного испытания двигателя на реке. Спасшийся вплавь Александру Чурку обвинялся в непредумышленном убийстве, но был оправдан.
В 1889 году Чурку разработал румынский павильон для Всемирной выставки в Париже.
В 1890 году Александру Чурку покинул Париж и вернулся в Румынию. Он вновь занялся журналистикой в Бухаресте и получил назначение директора консервативной газеты «Timpul» («Время»), занимал эту должность с 1890 по 1900 годы. Более он не обращался к техническим экспериментам.
Позднее Чурку работал репортёром для других газет и был председателем Профсоюза журналистов.
Чурку скончался 22 января 1922 года в Бухаресте.